# Prva videoigra
Na vprašanje, kaj je prva videoigra, obstaja veliko odgovorov, večinoma glede na to, kako je definirana videoigra.

## Zgodovina

### Cathode Ray Amusement Device (1947)
Cathode Ray Amusement Device (angleško »zabavna naprava s katodno cevjo«) je prva znana interaktivna elektronska igra, ki sta jo razvila Thomas T. Goldsmith Ml. in Estle Ray Mann. Igra je simulator izstrelitve rakete, ki ni uporabljala digitalnega, temveč analogno vezje.

### Šah (1947-1958)
Britanski matematik Alan Turing je razvil teoretični računalniški šahovski program kot primer umetne inteligence. Leta 1947 je napisal teoretično osnovo za tak program, njegov sodelavec Dietrich Prinz pa je spisal prvi omejeni šahovski program. Računalnik je imel dovolj zmogljivosti le za reševanje problemov mata v dveh potezah in ni mogel odigrati cele igre. Vnos in povratek informacij je bil zunanji, program ni vključeval nobenega vizualnega vmesnika.

### Nim (1951)
5. maja 1951 so na Britanskem festivalu predstavili računalnik NIMROD, ki je s pomočjo svetlobnih panelov prikazoval igro Nim. To je prvi primer digitalnega računalnika, razvitega specifično za igranje igre. Računalnik je tehtal več kot tono, kopijo so kasneje predstavili na Svetovnem festivalu v New Yorku.

### OXO ali križci in krožci (1952)
Leta 1952 je Alexander Shafto Douglas razvil prvo računalniško igro z elektronskim grafičnim vmesnikom. Igro križci in krožci se je na računalniku EDSAC igralo s pomočjo krožne telefonske številčnice. Obstaja zapis o še enem »zabavnem« programu za EDSAC.

### Tennis for Two (1958)
William Higinbotham je leta 1958 razvil interaktivno računalniško igro Tennis for Two (angleško »Tenis za dva«), za katero je uporabil analogni računalnik in vektorski vmesnik osciloskopa.

### Spacewar! (1961)
Leta 1961 so študentje MIT Martin Graetz, Steve Russell in Wayne Wiitanen razvili igro Spacewar!. V igri za dva vsak igralec nadzoruje eno vesoljsko ladjo in skuša sestreliti nasprotnikovo. Steve Russell je dejal, da ga je pri igri najbolj navduševalo dejstvo, da je toliko drugih programerjev vzpodbudila k razvoju lastnih računalniških iger.

### Odyssey (1967)
Ralph Henry Baer je leta 1966 nadaljeval z razvojem svoje zamisli iz leta 1951, da bi ustvaril interaktivno igro, ki bi se igrala na televiziji. Leta 1967 s sodelavci razvil prvo igro, ki je za grafični vmesnik uporabljala televizijo, bila je tudi prva igralna naprava z reklamo na televiziji. Zadnji, sedmi prototip, so pod imenom Odyssey izdali leta 1972 pri podjetju Magnavox.

### Galaxy Game (1971)
Bill Pitts in Hugh Tuck sta leta 1971 na Univerzi v Stanfordu razvila prvo računalniško igro, za igranje katere je moral uporabnik plačati s kovancem. Izdelana je bila samo ena enota računalnika s to igro.

### Computer Space (1971)
Dva meseca po izidu igre Galaxy Game je izšla igra Computer Space razvijalcev Nolana Bushnella in Teda Dabneyja. To je bila prva računalniška igra, ki je bila širše dostopna. Tako Computer Space kot Galaxy Game sta variaciji igre Spacewar! iz leta 1961.

### Pong (1972)
Leta 1972, leto po izidu igre Computer Space, sta Bushnell in Dabney izdala igro Pong, ki je uporabljala enak televizijski set. Pong je bila prva uspešna arkadna računalniška igra, ki je vodila v veliko povečanje popularnosti tega medija.